# Egenföretagare
Egenföretagare kallas en person som driver enskild firma eller handelsbolag, och därmed är personligen ekonomiskt ansvarig för företagets skulder, till skillnad från företagare som bedriver aktiebolag, där bolagets ekonomi är separerad från individens.
En person som driver ett företag utan anställda, oavsett bolagsform, kan också kallas egenföretagare.
Även om de flesta egenföretagare inte har någon anställd personal, är det helt möjligt att bedriva en enskild firma med anställda, på samma sätt som det är fullt möjligt – och ganska vanligt – att företagare driver aktiebolag med bara en anställd, nämligen sig själv.

## Könsfördelning
Fler män än kvinnor är egenföretagare i Sverige. År 2015 var drygt 30 procent av företagare med enskild firma eller fåmansaktiebolag kvinnor. Samma år var det totala antalet egenföretagare 369 000 (i åldrarna 20 till 64 år). Jämfört med män är det vanligare att kvinnor har en anställning vid sidan av arbetet med det egna företaget.
SCB för statistik över de vanligaste yrkena för förvärvsarbetande egenföretagare, alltså aktiva företagare med enskild firma, handelsbolag eller kommanditbolag. Bland dessa företagare i åldern 16-74 år är de vanligaste yrkena för kvinnor:
- Frisörer
- Skogsarbetare
- Säljande butikschefer och avdelningschefer i butik
- Växtodlare och djuruppfödare, blandad drift
- Städare[3]

Bland företagande män med samma typ av företag och i samma ålder var de vanligaste yrkena:
- Skogsarbetare
- Växtodlare och djuruppfödare, blandad drift
- Uppfödare och skötare av lantbrukets husdjur
- Träarbetare, snickare m.fl.
- Odlare av jordbruksväxter, frukt- och bär[4]

## Företagare med utländsk bakgrund
Det är vanligare bland kvinnliga företagare att ha utländsk bakgrund än bland manliga. 2015 hade nästan 21 procent av alla egenföretagare i Sverige utländsk bakgrund.
Hur vanligt det är att driva enskild firma som utrikes född i Sverige varierar mellan olika ursprungsländer. Bland personer födda i Syrien, Iran och Turkiet är det jämförelsevis vanligt att vara egenföretagare. Det kan bero på att personer från dessa länder har svårt att få anställningar i Sverige. Däremot har utrikes födda från Somalia och Etiopien också svårt att etablera sig som anställda på den svenska arbetsmarknaden, men andelen egna företagare i denna grupp är betydligt lägre.
Det finns en politisk önskan om att minska arbetslösheten bland utrikes födda genom att fler utrikes födda ska driva företag. Förhoppningen är också att detta ska leda till att när de utrikes födda företagarna anställer, anställer de andra utrikes födda.

## Så kallade falska egenföretagare
Med "falska egenföretagare" avses egenföretagare med en enda uppdragsgivare, vilket innebär ett anställningsliknande förhållande men utan de rättigheter som följer av en anställning. Personen får själv hålla sig med arbetsredskap och ordna försäkringar. Uppdraget kan avslutas när som helst. År 2009 ändrades F-skattereglerna så att egenföretagare kan ha en enda uppdragsgivare. De falska egenföretagarna är vanligast inom bland annat byggbranschen (ofta till Sverige utstationerade arbetare), taxi, matbud och andra gigarbetare. En hög andel av de falska egenföretagarna utgörs av personer födda utanför Sverige.   